# Терсийя
Терсийя́ (фр. Tercillat) — коммуна во Франции, находится в регионе Лимузен. Департамент коммуны — Крёз. Входит в состав кантона Шатлю-Мальвале. Округ коммуны — Гере.
Код INSEE коммуны — 23252.

## Население
Население коммуны на 2010 год составляло 166 человек.
| 1962 | 1968 | 1975 | 1982 | 1990 | 1999 | 2010 |
| ---- | ---- | ---- | ---- | ---- | ---- | ---- |
| 376  | 322  | 279  | 225  | 206  | 200  | 166  |

## Экономика
В 2010 году среди 92 человек трудоспособного возраста (15—64 лет) 58 были экономически активными, 34 — неактивными (показатель активности — 63,0 %, в 1999 году было 59,1 %). Из 58 активных жителей работали 54 человека (33 мужчины и 21 женщина), безработных было 4 (2 мужчин и 2 женщины). Среди 34 неактивных 1 человек был учеником или студентом, 24 — пенсионерами, 9 были неактивными по другим причинам.